# Meioneta flavipes
Meioneta flavipes är en spindelart som beskrevs av Ono 1991. Meioneta flavipes ingår i släktet Meioneta och familjen täckvävarspindlar. Inga underarter finns listade i Catalogue of Life.